# Rhodiola rosea
Rhodiola rosea és una espècie de planta amb flor dins de la família de les Crassulaceae, que es desenvolupa a les regions fredes del món. Aquestes comprenen gran part de l'Àrtida, les muntanyes de l'Àsia central, les Muntanyes Rocoses, i les zones muntanyenques de gran part d'Europa, tal com els Alps, Pirineus, Carpats, illes Britàniques, Escandinàvia i Islàndia.

## Usos

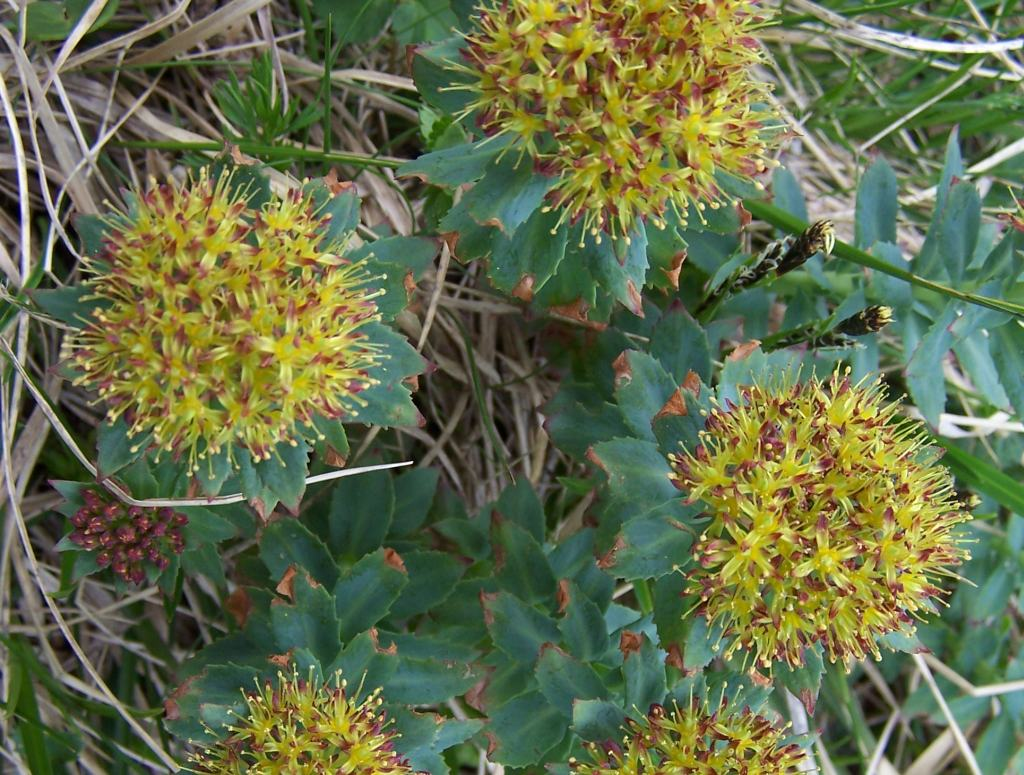
Detall de les flors

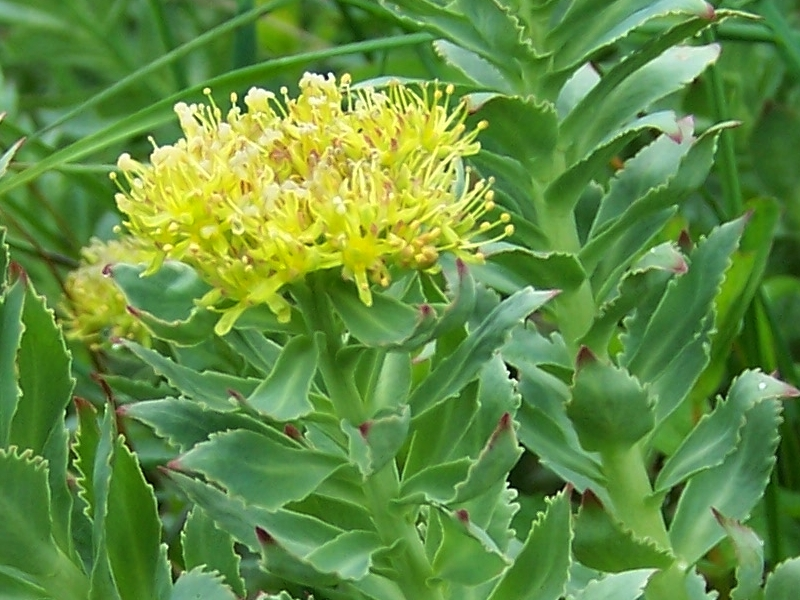
Rhodiola rosea en flor

Rhodiola rosea és efectiva per millorar l'ànim i la depressió. Investigadors russos han demostrat que milloren els paràmetres de rendiment de l'individu, tant físics com mentals, redueix la fatiga mental, i millora les respostes immunitàries davant les malalties. Els efectes de R. rosea s'atribueixen a la seva propietat de millorar la disponibilitat de serotonina i de dopamina en els receptors opioides tal com les beta-endorfines.

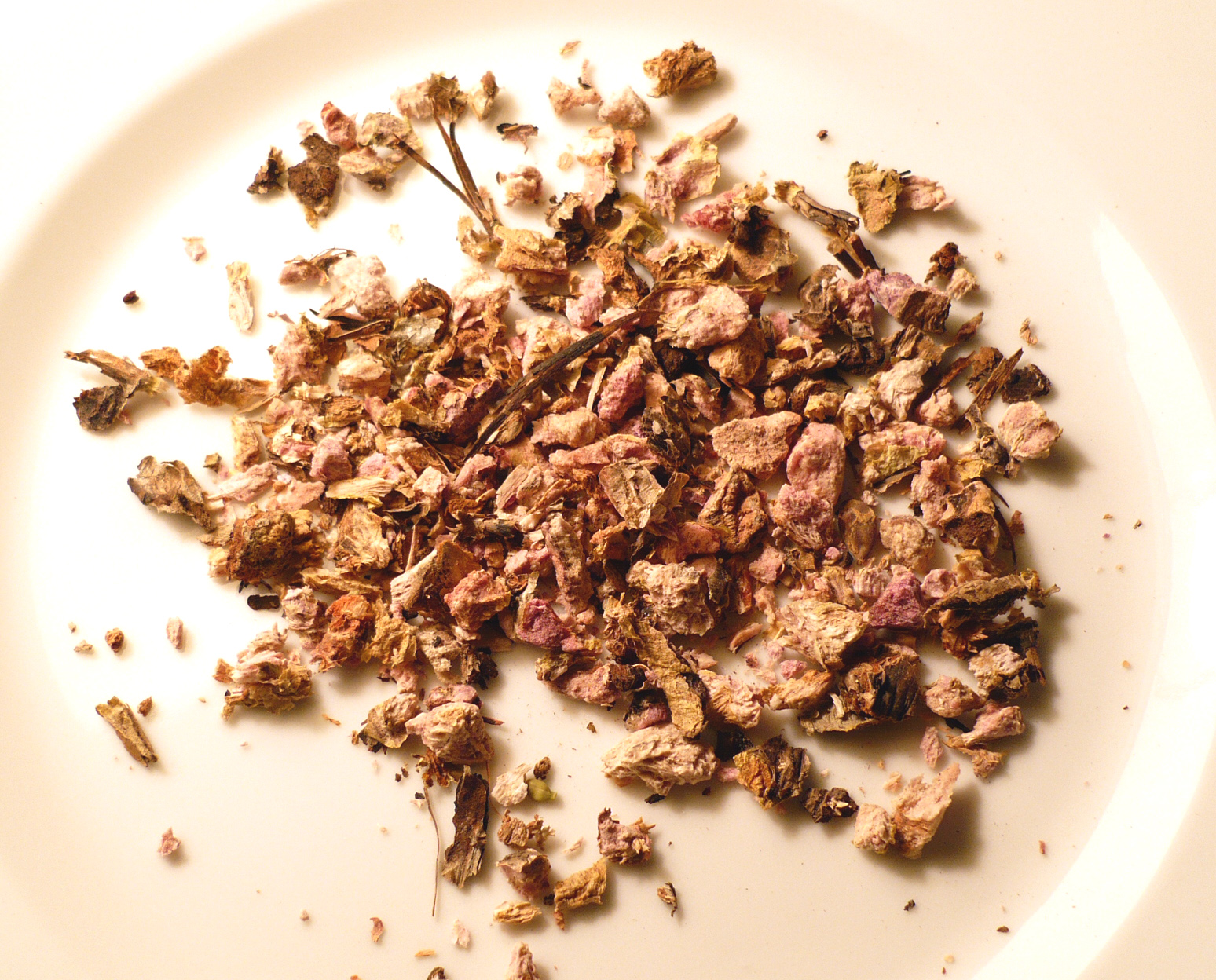
Rhodiola rosea, arrel dessecada.

Les substàncies estimulants que són els seus principis actius es denomina com adaptògens.
A Rússia, Rhodiola rosea, també coneguda com a arrel de l'Àrtic o arrel d'or, s'ha utilitzat durant centenars d'anys en la medicina tradicional per suportar el fred clima de Sibèria i com a tònic en general.

## Taxonomia
Rhodiola rosea va ser descrita per Carl Linné i publicat a Species Plantarum 2: 1035. 1753.
Varietats
Rhodiola rosea subsp. arctica (Boriss.) Á.Löve i D.Löve
Rhodiola rosea subsp. sachalinensis (Boriss.) S.B.Gontch.
Rhodiola rosea subsp. tachiroi (Franch. i Sav.) Jacobsen
Rhodiola rosea var. alpina Revuschkin
Rhodiola rosea var. arctica (Boriss.) Jacobsen
Rhodiola rosea var. scopolii (A.Kern. ex Simonk.) Soó
Rhodiola rosea var. subalpina Revuschkin
Sinonímia
Sedum rosea (L.) Scop.

Rhodiola arctica Boriss.
Rhodiola elongata Fisch. i C.A.Mey.
Rhodiola hideoi Nakai
Rhodiola iremelica Boriss.
Rhodiola maxima Nakai
Rhodiola minor Mill.
Rhodiola odora Salisb.
Rhodiola odorata Lam. nom. illeg.
Rhodiola roanensis Britton
Rhodiola sachaliensis Boriss.
Rhodiola scopolii Simonk.
Rhodiola sibirica Sweet
Rhodiola tachiroei (Franch. & Sav.) Nakai
Sedum altaicum G.Don
Sedum dioicum Stokes nom. illeg.
Sedum elongatum (Fisch. i C.A.Mey.) Ledeb. nom. illeg.
Sedum rhodiola DC.
Sedum rhodiola Desf. nom. illeg.
Sedum rhodiola var. tachiroei Franch. i Sav.
Sedum roseum (L.) Scop.
Sedum rosea subsp. arcticum (Boriss.) Engelskjøn i H.J.Schweitzer
Sedum roseum var. roanense (Britt.) Berger
Sedum scopolii Simonk.
Tetradium odoratum Dulac nom. illeg.

### Altres plantes amb adaptògens
- Panax Ginseng
- Panax quinquefolius (Ginseng americà)
- Eleutherococcus senticosus (Ginseng siberià)